# Insieme sul Due
Insieme sul Due è stato un programma televisivo italiano, in onda in diretta su Rai 2 dal lunedì al venerdì, dalle 11.00 alle 13.00, dall'8 settembre 2008 al 29 maggio 2009.

## Format
Il programma, scritto e condotto dal giornalista Milo Infante, affrontava temi caldi riguardanti l'attualità, l'informazione, la politica e la storia.
A seguito del terremoto in Abruzzo, dal 14 aprile, quasi ogni puntata prevedeva lo speciale "Riflettori accesi sull'Abruzzo" (i collegamenti da L'Aquila furono affidati alla giornalista Patrizia Platè).
In studio vi erano anche le giornaliste Paola Cambiaghi, Ingrid Muccitelli e le gemelle Laura e Silvia Squizzato. Il giovedì comprendeva la rubrica "La nostra salute" (a cura dell'ex vicedirettore del TG2 Luciano Onder), il venerdì "I nostri diritti" (a cura di Antonio Lubrano).
Regista e principale autore era Michele Guardì, affiancato da Giovanna Flora, Rory Zamponi e Monica Leofreddi (sino alla maternità). Lo studio è stato realizzato dallo scenografo Gaetano Castelli.
Era previsto quotidianamente il collegamento esterno, a cura della giornalista Marica Morelli, con un piccolo Comune (che cambiava settimanalmente), i cui abitanti erano chiamati ad intervenire sugli argomenti affrontati in studio.
Il programma non è stato riproposto nella stagione 2009-2010 e sostituito da I fatti vostri, trasmissione sempre diretta da Guardì e già in onda dal 1990 al 2008 (dal 29 settembre 2003 al 30 maggio 2008 con il titolo Piazza Grande) e riproposta con un nuovo ciclo di edizioni.